# Instituție
Acest articol este despre instituții ca seturi de reguli. Pentru instituții ca organizație vezi organizație.
Pentru lista tuturor instituțiilor de drept civil vezi Instituții de drept civil
Instituțiile sunt un set de reguli formale sau reguli informale generatoare de ordine în raporturile sociale; ele "reprezintă regulile jocului" sau într-o altă exprimare sunt constrângeri create de indivizi pentru a da formă interacțiunii umane.

## Diverse definiții
1. Instituțiile sunt seturi de reguli care structurează interacțiunile sociale în moduri particulare. Pentru ca un set de reguli să fie instituție cunoașterea acestor reguli trebuie să fie împărtășite de o parte relevantă a comunității sau societății1
2. Instituțiile reprezintă un set de reguli, proceduri de înțelegere și norme de comportament moral și etic desemnate să constrângă comportamentul indivizilor cu scopul de a maximiza avuția sau utilitatea principiilor.2
3. Instituțiile sunt văzute ca un sistem de norme care reglementează raporturile reciproce ale indivizilor; ele definesc cum trebuie să fie raporturile dintre indivizi

## Exemple de instituții
Înainte de a trece în revistă câteva din instituțiile întâlnite în societățile umane e necesară oferirea unui răspuns la întrebarea Cum pot fi distinse instituțiile de simplele reguli comportamentale ? Regulile comporatamentale de forma: „plătește facturile în ziua de salariu”, „fă 10 minute de exerciții fizice în fiecare zi”, „un control medical se face o dată pe an
” nu sunt instituții.
Pentru ca un set de reguli să poată fi o instituție e necesar ca aceste reguli să fie împărtășite de o mare parte a membrilor societății(sau comunității). Totodată conform definiției instituției(vezi definiția 1) instituțiile structurează interacțiunile umane. 

### Instituții juridice
Instituțiile juridice reprezintă un ansamblu unitar de norme juridice legate între ele prin obiectul reglementării și finalitatea lor.

#### Familia și instituția căsătoriei
Chiar dacă de-a lungul istoriei familia și implicit căsătoria au fost considerate fundamentul pe care este construită ordinea socială din punct de vedere instituțional, ea nu este foarte bine înțeleasă de multe ori.
Instituția căsătoriei înglobează atât reguli formale cât și reguli informale. Pe parcursul istorie, occidentale cel puțin, se poate observa o oarecare trecere în plan secund a regulilor informale (religioase și tradiționale) din cadrul instituției căsătoriei și o subliniere tot mai mare a rolului instituțiilor formale în asigurarea cadrului necesar căsătoriei. Deplasarea contractului, ca instituție care guvernează legătura dintre părțile căsătorite, în aria organismelor laice este un fapt care demonstrează o dată în plus că instituțiile sunt într-o permanentă schimbare și adaptare la nevoile societății.
Familia și căsătoria sunt două instituții care sublinează foarte bine interdependența dintre cultură și regulile care guvernează societatea. Existența unui feedback între instituții și cultură are drept rezultat schimbarea instituțională și chiar schimbarea opticii asupra căsătoriei și familiei. Bunăoară elementele care stau la baza instituției căsătoriei sunt subiect de discuție și controversă. Vezi căsătoria între persoane de același sex.
O abordare instituțională contemporană a familie și căsătoriei este aceea din The New World Of Economics scrisă de McKenzie și Gordon Tullock. Conform acestora căsătoria este un contract între un bărbat și o femeie (sau între două părți de același sex), motiv pentru care analiza acesteia poate fi analizată în termeni de costuri și beneficii:
Cu siguranță trebuie să recunoaștem importanța dragostei în căsătorie și familie. Totuși trebuie să recunoaștem că în înființarea unei familii, indivizii sunt conduși de o varietate de motive. Unele dintre ele nu sunt fundamental diferite de acelea care îi influențează pe oameni să cumpere o mașină sau haine noi.7

#### Tutela
Este instituția de ocrotire a minorului care este lipsit de îngrijirea părintelui,precum și a alienatului și debilului mintal,dar mai ales a persoanei care,din cauza vârstei nu se poate apăra singură.Tutorele exercită drepturile și îndeplinește obligațiile ce-i revin
în scopul ocrotirii intereselor acestor persoane.

#### Răspunderea civilă
Formă a răspunderii juridice care se fundamentează pe obligația celui ce a păgubit pe altul de a repara prejudiciul produs. Ca și în cazul tuturor formelor de răspundere juridică, răspunderea civilă este guvernată de principiul legalității. De regulă, fapta ilicită generatoare de prejudiciu conduce la obligarea reparării lui numai în cazul când este culpabilă, în sensul săvârșirii ei cu intenția de a păgubi sau din cauza lipsei unei atitudini diligente a făptuitorului. Repararea prejudiciului se face în natură sau prin echivalent, prin plata despăgubirilor, care trebuie să cuprindă atât valoarea pagubei efective, damnum emergens, cât și a câștigului de care persoana a fost lipsită ca urmare a faptei ilicite, lucrum cessans. Răspunderea civilă poate avea două forme, între care există numeroase elemente comune, fiecare din ele prezentând însă și unele particularități: răspunderea delictuală, extracontractuală și răspunderea contractuală. Normele juridice privind răspunderea delictuală formează regula în materia răspundere civilă. Răspunderea delictuală este urmarea prejudiciului creat, printr-o faptă ilicită care constituie, în afara unei legături juridice preexistente între victimă și autor, nesocotirea obligației generale de a nu păgubi pe altul. Răspunderea poate fi stabilită pentru faptele proprii: pentru faptele ilicite și prejudiciabile comise de cei aflați sub supraveghere, pentru pagubele cauzate de animalele sau lucrurile pe care persoana le are în pază, pentru paguba produsă prin ruina unui edificiu. Răspunderea contractuală intervine în cazul când debitorul nu a executat ori a executat necorespunzător obligația pe care o avea în baza unui contract. În cazul răspunderii contractuale, întinderea obligației este stabilită în contractul încheiat de părți, legea permite mărirea sau restrângerea cuantumului despăgubirilor prin prevederea unor sancțiuni, cum sunt clauzele penale, sau a unor clauze de neresponsabilitate ori de limitare a răspunderii debitorului.

## Tipuri de instituții

### Instituții formale
Instituțiile sunt reguli formale care stau la baza legilor, codurilor, constituțiilor, drepturi de proprietate etc. Nerespectarea acestor instituții atrage după sine pedepse (pecuniare, recluziune, etc).

### Instituții informale
Pot fi identificate cu constrângerile informale. Douglass North consideră că acestea sunt transmise prin cultură de la un membru al societății la altul. Ele există sub forma obiceiurilor, rutinelor, tradițiilor, tabuuri, etc. Nerespectarea acestor instituții atrage pedepse informale, sub forma oprobriului public.

## Funcțiile instituțiilor
W. Richard Scott consideră că ar fi eficientă o anumită sistematizare a instituțiilor. Identificarea presupozițiilor, a mecanismelor și a indicatorilor precum și prezentarea caracteristicilor instituțiilor care generează diverse teorii instituționale este aspectul pozitiv al clasificării și are ca rezultat identificarea erorilor teoretice care ar putea apărea în viitor. 3
Această sitematizare are la bază „cei trei piloni ai instituțiilor” 4 văzuți ca: sisteme de reglementare, sisteme normative și sisteme cultural-cognitive. 

### Funcția reglatoare
Instituțiile constrâng și reglementează comportamentul actorilor la viața socială. Capacitatea instituțiilor de a reglementa comportamentul este un proces complex și se face printr-o serie de activități explicite: activități de stabilire a regulilor, de monitorizare și sancționare.
Procesele de reglementare instituțională însumează aspectele care privesc stabilirea unor reguli, capacitatea de verificare a acestora și puterea de a sancționa sau de a oferi stimulente.

### Funcția normativă
Ideea de normativitate în analiza instituțiilor are în centrul atenției valorile și normele însumate în perspectivele comune ale indivizilor prin mecanisme normative.

### Funcția cultural-cognitivă
Această funcție are în vedere concepțiile împărtășite care formează „natura realității sociale și cadrele prin care se produce semnificația”.5
Această perspectivă subliniază faptul că este nevoie de o mediere între 
stimulii primiți din exterior și răspunsul individului. Instituțiile sunt reprezentate prin modele mentale. Ceea ce oferă instituțiilor acest statut sunt valorile socio-culturale existente în comunitate sau societate și însușite de indivizi. 

## Instituții și cooperare
Orice discuție despre instituții trebuie să aibă în vedere problema libertății. De ce avem nevoie de constrângeri instituționale? este una din întrebările la care trebuie să răspundă o teorie a instituțiilor.

## Instituțiile în economie
Noul instituționalism are în vedere comportamentul uman și influența pe care o au instituțiile asupra acestuia, dar și asupra costurilor de tranzacție și a producției de bunuri. Ronald Coase  și Douglass North au în vedere elementele amintite anterior în analizele lor.
Pentru North cadrul instituțional are un rol major în performanța economică. Existența costurilor tranzacției face necesară existența unor constrângeri în schimburi. 
Douglass North consideră că fără constrângeri instituționale comportamentul egoist al indivizilor face dificil schimbul complex deoarece o parte implicată într-un schimb nu are siguranța că cealaltă parte va respecta contractul.
North consideră că instituțiile comportamentale rezolvă problemele de coordonare între indivizi. Existând anumite costuri de schimb, părțile implicate într-o anumită  tranzacție încearcă  să-și minimalizeze costurile de măsurare. Prin costuri de măsurare, North înțelege o instituție care ajută părțile care iau parte la schimburile sociale să se coordoneze, oferind aceeași unitate de măsură celor dintr-o anumită comunitate. Unitatea de măsură poate înțeleasă în sensul propriu (standardizarea unor unități de măsură) sau figurat și are ca rezultat oferirea unor datedespre performanța schimbului unor terți.
Conform lui North, datorită schimburilor dintre persoane sau grupuri de persoane, dar și din dorința fiecărui participant la o anumită tranzacție, de a obține maxim de beneficii, uneori respectarea instituțiilor formale (și mai ales a celor informale) trece în plan secund. Instituția contractului este semnificativă în cazul tranzacțiilor, iar părțile implicate în schimb „trebuie să poată impune respectarea contractului la un astfel de cost, încât schimbul să fie profitabil pentru ele”.

## Instituțiile în științele politice
Rothstein6împarte sistemele de guvernare în două: democratice și nedemocratice. În prima perspectivă societățile democratice sunt centrate pe comunitate; ele presupun existența unui grup de oameni care împărtășesc interese comune. 
A doua perspectivă, numită și dictatorială, implică existența a două părți care intră în conflict, conducător pe de o parte și conduși pe de altă parte. Necesitatea unor instituții este extrasă în acest caz din nevoia de a aplana conflictul și instaurarea unor reguli ale jocului care să impună un cadru de conviețuire pașnic.
Rothstein consideră că ambele societăți au nevoie de patru tipuri fundamentale de instituții. Cele patru tipuri de instituții sunt identificate de autor astfel: instituția care formulează reguli, instituția care aplică reguli, instituția de adjudecare a regulilor, instituția de susținere a regulilor.
Instituția care formulează reguli este necesară în cazul societăților democratice pentru a instaura reguli valabile pentru toți membrii comunității și pentru a urmări atingerea intereselor comune. Același tip de instituție este folosită în cazul societăților nedemocratice pentru a crea legitimitate printre cei subordonați grupurilor de putere.
Instituția care aplică reguli are ca obiectiv implementarea deciziilor instituțiilor care formulează reguli, în cazul societăților democratice. În cazul celor nedemocratice acest tip de instituții acționează în ideea implementării voinței conducătorilor.
Pedepsirea celor care încalcă regulile este atributul instituției de adjudecare a regulilor, în cazul societăților democratice. În cazul celor nedemocratice, instituțiile sunt create pentru a-i pedepsi pe cei care contestă puterea conducătorului sau a grupului conducător.
Instituția de susținere a regulilor în cazul societăților democratice, încearcă să rezolve disputele asupra înțelegerii regulilor și aplicarea acestora în cazuri particulare. În cazul societăților nedemocratice, instituțiile de forma aceasta au în plan rezolvarea disputelor dintre supuși.